# مايك تومسون (سياسي)
مايك تومسون (بالإنجليزية: Mike Thomson)‏ هو سياسي أمريكي، ولد في 8 أبريل 1946 في سانت جوزيف في الولايات المتحدة. حزبياً، نشط في الحزب الجمهوري. وقد انتخب عضو مجلس نواب ولاية ميسوري.